# Prisma di accrezione

I processi geologici collegati alla subduzione

Un prisma di accrezione (o cuneo di accrezione) è una struttura geologica di accrezione di forma prismatica o cuneiforme, di origine sedimentaria che si forma sulla placca tettonica non subducente di un margine convergente.
La maggior parte del materiale di accrezione proviene dai sedimenti marini abrasi dalla zolla di crosta oceanica subducente, mescolati a rocce derivate dallo smantellamento (per attrito tra le placche) di crosta continentale (Melange tettonico), ma in qualche caso il prisma può includere anche prodotti di erosione dell'arco vulcanico formato sulla placca sovrascorrente. Il limite esterno di tale prisma si situa in una fossa oceanica.
Un deposito di sedimenti può dar luogo alla formazione di un prisma di accrezione solo se l'angolo di subduzione (il piano di Wadati-Benioff) è abbastanza piccolo.